# (3566) Levitan
(3566) Levitan ist ein Asteroid des Hauptgürtels, der am 24. Dezember 1979 von der ukrainisch-sowjetischen Astronomin Ljudmyla Schurawlowa an der Zweigstelle des Krim-Observatoriums (IAU-Code 095) in Nautschnyj entdeckt wurde.
Benannt wurde der Asteroid nach dem russischen Landschaftsmaler Isaak Iljitsch Lewitan (1860–1900), der Mitglied der Peredwischniki war und als einer der bedeutendsten russischen Maler des Realismus gilt.